# Mohamed al-Houti
Mohamed al-Houti (nom complet : Mohamed Abdullah Salim al-Houti, né le 8 septembre 1972) est un athlète omanais, spécialiste du 200 m.
Il a participé aux Jeux olympiques de 1996 (200 m) et à ceux de 2000 (200 m et 4 × 100 m). Il a détenu le record d'Oman du relais 4 × 100 m (Irbid en Jordanie).
Son meilleur temps et record national est de 20 s 80, obtenu à Séville le 24 août 1999, lors des Championnats du monde.